# Кемпірсайські рудники
Кемпірсайські рудники – колишнє гірничодобувне підприємство у Актюбінській області Казахстану.
У 1930-х роках під час досліджень Кемпірсайського масиву були виявлені ділянки нікель-кобальтового зруднення. Хоча вони не вирізнялись високими характеристиками, проте на тлі підготовки СРСР до війни віднайдення Кемпірсайських родовищ стало додатковим аргументом на користь спорудження у регіоні заводу, який почав роботу в 1938 році у Орську (Оренбурзька область Росії) та відомий як Південно-Уральський нікелевий комбінат («Южуралникель»). 
Видобуток нікель-кобальтової руди в Казахстані почало в 1942 році Кемпірсайське рудоуправління комбінату «Южуралникель». Вивіз продукції забезпечувався залізницею через станцію Нікельтау.
Отримана на Кемпірсаї руда не проходила збагачення, а лише спрямовувалась на агломерацію перед плавкою. Є відомості, що окрім Південно-Уральського комбінату руду міг приймати Буруктальский металургійний завод (почав роботу в 1960-х роках).
Після розпаду СРСР видобуток нікель-кобальтових руд у Казахстані припинився. Можливо відзначити, що наразі в околицях селищ Кемпірсай та Бадамши знаходяться численні затоплені водою кар’єри.
Компанія «Кизил-Каїн Мамит» та споріднені з нею структури в 2000 – 2007 роках отримали ряд ліцензій на роботи з нікелевими родовищами Актюбінської області (Ширпакаінське, Ново-Карагачтинське, Південно-Шуулкудукське, Ново-Шандашинське, Шандашинське, Кара-Обінське, Жусалинське, Айтпайське, Ново-Бурановське) та анонсували спорудження дослідної установки гідрохлорування нікель-кобальтових руд, проте цей проект не мав успіху (в 2007-му зафіксована остання поставка нікельвмісної руди на адресу розташованого в Челябінській області Росії комбінату «Уфалейнікель»).